# رويلياوية
الرويلياوية (الاسم العلمي: Ruellieae) هي قبيلة من النباتات تتبع الفصيلة الأقنتية من رتبة الشفويات.

## تحت قبائل الرويلياوية
- تحت قبيلة الرويلينية
  - الضيفد
- تحت قبيلة البارليرينة
- تحت قبيلة Andrographinae
- تحت قبيلة الشخضينة
  - الشخض